# نيكولا ستويانوفيتش
نيكولا ستويانوفيتش هو لاعب كرة قدم صربي في مركز الوسط، ولد في 17 فبراير 1995 في بلغراد في صربيا. لعب مع إيرغوتيليس ونادي أو إف كيه بيوغراد ونادي باتشكا بالانكا ونادي مينسك.

## وصلات خارجية
- نيكولا ستويانوفيتش على موقع قاعدة بيانات كرة القدم.إي يو (الإنجليزية)
- نيكولا ستويانوفيتش على موقع Soccerway.com (الإنجليزية)